# Deidre Holland
Deidre Holland (Amersfoort; 27 de febrero de 1966) es una ex actriz pornográfica neerlandesa, miembro del salón de la fama de AVN.

## Biografía
Deidre Holland, nacida como Martine Helene Smit, nació en Amersfoort (Países Bajos) en febrero de 1966. Comenzó su carrera en la industria del entretenimiento para adultos como bailarina. Entró en la industria pornográfica como actriz en 1989, cuando tenía 23 años. Debutó en la película Play Me, dirigida por Paul Thomas para Vivid Entertainment Group.
Consiguió un contrato de exclusividad con la compañía Vivid, si bien también grabó películas para otros estudios como VCA Pictures, Marlowe Sales, Las Vegas Video, Adam & Eve, Arrow Productions, Caballero, Sin City, Sunshine, Heatwave, Leisure Time, K-Beech o Wicked Pictures entre otros.
En el año de su debut, se casó con el actor pornográfico Jon Dough, con el que estuvo casada hasta que se divorciaron en 1994.
En 1991 se llevó su primer Premio AVN a la Mejor actriz de reparto por Veil. Dos años después, en 1993, lograría su segundo premio a la Mejor escena de sexo lésbico en grupo por Chameleons, junto a Ashlyn Gere.
En 1994 regresaría a los Premios AVN con tres nominaciones. Por la dupla de películas Things Change 1 & 2 fue nominada a Mejor actriz. Por su trabajo en Night and Day obtuvo otras dos, también a Mejor actriz y a la Mejor escena de sexo chico/chica.
Se retiró finalmente en 1995 como actriz, habiendo aparecido en algo más de 120 películas. En 1999 fue incluida en el Salón de la fama de AVN.
Algunas películas suyas fueron Australian Connection, Bad Habits, City Of Sin, Deep Inside Deidre Holland, Elements of Desire, Hidden Obsessions, Masterpiece, Overtime 5, Private Love Affair, Selen in Heat o Tasty Treats 7.

## Premios y nominaciones
| Año  | Ceremonia    | Resultado | Premio                                | Trabajo                           |
| ---- | ------------ | --------- | ------------------------------------- | --------------------------------- |
| 1991 | Premios AVN  | Ganadora  | Mejor actriz de reparto               | Veil (en película)                |
| 1991 | Premios AVN  | Nominada  | Mejor escena de sexo chico/chica      | Veil                              |
| 1992 | Premios XRCO | Ganadora  | Mejor escena de sexo lésbico          | Chameleons                        |
| 1993 | Premios AVN  | Ganadora  | Mejor escena de sexo lésbico en grupo | Chameleons                        |
| 1994 | Premios AVN  | Nominada  | Mejor actriz                          | Things Change 1 & 2 (en película) |
| 1994 | Premios AVN  | Nominada  | Mejor actriz                          | Night and Day (en vídeo)          |
| 1994 | Premios AVN  | Nominada  | Mejor escena de sexo chico/chica      | Night and Day                     |